# فستوكة مزروعة
الفستوكة المزروعة نوع نباتي يتبع جنس الفستوكة من الفصيلة النجيلية.

## الوصف النباتي
النبات عشبي معمر.